# Violet Jessop
Violet Constance Jessop, född 2 oktober 1887 i Bahía Blanca i Argentina, död 5 maj 1971 i Great Ashfield i Suffolk, var en irländsk kabinpersonal och sjuksköterska som främst är känd som överlevare av Titanickatastrofen 1912, och på systerskeppet HMHS Britannic som sjönk 1916. Jessop arbetade också ombord på RMS Olympic, ytterligare ett systerskepp, när det kolliderade med HMS Hawke 1911.

## Biografi
Violet Jessops föräldrar, William och Katherine Jessop, var båda irländska invandrare som bodde i närheten av Bahía Blanca i Argentina. William Jessop hade emigrerat från Dublin till Argentina i mitten av 1880-talet för att satsa på att arbeta som fårfarmare. Hans fästmö, Katherine Kelly, följde med honom dit från Dublin 1886. Violet var den första av makarna Jessops nio barn. Hon drabbades som liten av tuberkulos men klarade sig. Efter att fadern dött flyttade familjen till Storbritannien och efter att modern blivit sjuk lämnade Violet Jessop skolan och fick en tjänst som kabinpersonal ombord på Orinoco. Vid 23 års ålder fick Violet Jessop en ny tjänst som kabinpersonal ombord på RMS Olympic 1911.
Den 10 april 1912 gick Violet Jessop ombord på Titanic, åter i tjänst som kabinpersonal. Bara fyra dagar senare, den 14 april, kolliderade Titanic med ett isberg och sjönk inom loppet av några timmar. Jessop har beskrivit hur hon blev beordrad att gå upp på däck och att hon skulle vara en förebild för de icke engelsktalande passagerarna som inte kunde förstå instruktionerna för hur de skulle agera. Hon iakttog hur besättningen fyllde livbåtarna. Hon beordrades sedan att kliva ner i livbåt nummer 16, och medan den sänktes ner lade man ett spädbarn i hennes armar som hon fick ta hand om. Följande morgon räddades Violet och de andra överlevarna av RMS Carpathia. 
Violet Jessop, ibland kallad "Miss Unsinkable", avled 1971 vid en ålder av 83 år.